# پیر ژوزف بوناتر
پیر ژوزف بوناتر (انگلیسی: Pierre Joseph Bonnaterre; ۱ ژانویهٔ ۱۷۵۲ – ۲۰ سپتامبر ۱۸۰۴) پرنده‌شناس، حشره‌شناس، جانورشناس، طبیعت‌شناس، و گیاه‌شناس اهل فرانسه بود. وی در حدود ۲۵ گونه جدید ماهی کشف کرده بود.